# 卡萨斯德费尔南多阿隆索
卡萨斯德费尔南多阿隆索，是西班牙卡斯蒂利亚-拉曼恰昆卡省的一个市镇。总面积30平方公里，总人口1346人（2001年），人口密度45人/平方公里。